# مدرسه نوریه
مدرسه نوریه مربوط به دوره صفوی است و در اصفهان، خیابان عبدالرزاق، بازار عربان (نظامیه) واقع شده و این اثر در تاریخ ۲۳ شهریور ۱۳۸۲ با شمارهٔ ثبت ۱۰۲۳۲ به‌عنوان یکی از آثار ملی ایران به ثبت رسیده است.